# Mesura en mecànica quàntica

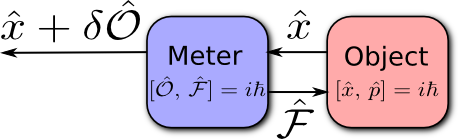
Una descripció esquemàtica de com es descriu el procés de mesura física a la mecànica quàntica.

En física quàntica, una mesura és la prova o manipulació d'un sistema físic per obtenir un resultat numèric. Les prediccions que fa la física quàntica són en general probabilistes. Les eines matemàtiques per fer prediccions sobre quins resultats de mesura es poden produir es van desenvolupar durant el segle xx i fan ús de l'àlgebra lineal i l'anàlisi funcional.
La física quàntica ha demostrat ser un èxit empíric i una aplicabilitat àmplia. Tanmateix, a un nivell més filosòfic, continuen els debats sobre el significat del concepte de mesura.

## Formalisme matemàtic

### "Observables" com a operadors autònoms
En mecànica quàntica, cada sistema físic està associat a un espai de Hilbert, cada element del qual representa un estat possible del sistema físic. L'enfocament codificat per John von Neumann representa una mesura sobre un sistema físic per un operador autoadjunt en aquest espai de Hilbert anomenat "observable". Aquests observables juguen el paper de magnituds mesurables familiars de la física clàssica: posició, moment, energia, moment angular, etc. La dimensió de l'espai de Hilbert pot ser infinita, com ho és per a l'espai de funcions integrables en quadrats en una línia, que s'utilitza per definir la física quàntica d'un grau de llibertat continu. Alternativament, l'espai de Hilbert pot ser de dimensions finites, com passa amb els graus de llibertat de spin. Molts tractaments de la teoria se centren en el cas de dimensions finites, ja que les matemàtiques implicades són una mica menys exigents. De fet, els textos d'introducció a la física sobre la mecànica quàntica sovint passen per alt els tecnicismes matemàtics que sorgeixen per als observables de valor continu i els espais de Hilbert de dimensions infinites, com ara la distinció entre operadors acotats i il·limitats; qüestions de convergència (si el límit d'una successió d'elements de l'espai de Hilbert també pertany a l'espai de Hilbert), possibilitats exòtiques per a conjunts de valors propis, com els conjunts de Cantor; i així successivament. Aquests problemes es poden resoldre satisfactòriament utilitzant la teoria espectral; el present article els evitarà sempre que sigui possible.

### Mesurament generalitzat (POVM)
En l'anàlisi funcional i la teoria de la mesura quàntica, una mesura amb valors d'operador positiu (POVM) és una mesura els valors de la qual són operadors semidefinits positius en un espai de Hilbert. Els POVM són una generalització de mesures amb valor de projecció (PVM) i, en conseqüència, les mesures quàntiques descrites pels POVM són una generalització de la mesura quàntica descrita pels PVM. En una analogia aproximada, un POVM és a un PVM el que un estat mixt és a un estat pur.

### Canvi d'estat per mesura
Una mesura en un sistema quàntic generalment provocarà un canvi de l'estat quàntic d'aquest sistema. L'escriptura d'un POVM no proporciona la informació completa necessària per descriure aquest procés de canvi d'estat.